# 양양 김택준 가옥
양양 김택준 가옥(襄陽 金澤俊 家屋)은 대한민국 강원특별자치도 양양군 현남면 시변리에 있는 가옥이다. 1985년 1월 17일 강원특별자치도의 유형문화재 제90호로 지정되었다.

## 개요
야산을 뒤로하고 있는 이 집은 마을의 제일 높은 곳에 위치하고 있다. 집을 지은 정확한 연대는 알 수 없지만 약 200년 정도 되었다고 하며, 현재 경주 김씨의 후손이 살고 있다.
전체적으로 H자 모양을 하고 있는 전형적인 겹집으로, 안채와 사랑채·부속건물로 되어 있다.
안채와 사랑채는 지붕 옆면이 여덟 팔(八)자 모양의 화려한 팔작지붕집이고, 부속채는 사람 인(人)자 모양의 단순한 맞배지붕집이다. 안채는 6개의 방이 겹쳐서 배치되었고, 그 오른쪽으로 샛방을 만들어 사랑채와 연결하고 있다. 사랑채 2칸은 외부에 툇마루를 놓아 연결통로로 활용하고 있다.
안채의 왼쪽에는 부엌이 있고, 그 앞쪽으로 곳간과 외양간을 덧붙였다. 부엌과 덧붙어 있는 방은 사당으로, 위패가 모셔져 있다. 마당의 왼쪽에는 옛날에 사용하던 우물이 남아있고, 뒷쪽에는 야산을 파고 돌로 벽을 만든 약0.5평 정도의 냉장굴이 있다. 마당에는 두 개의 출입구가 있는데, 남녀가 따로 사용하였다고 한다.

## 참고 문헌
- 양양 김택준 가옥 - 국가유산청 국가유산포털